# Kathleen Key
Kathleen Key (1 de abril de 1903-22 de diciembre de 1954) fue una actriz estadounidense que consiguió un breve período de fama en la época del cine mudo. Probablemente es más recordada por interpretar el papel de Tirzah en la película de 1925 Ben-Hur. Kathleen fue también tataranieta de Francis Scott Key, compositor de The Star Spangled Banner.

## Biografía
Su verdadero nombre era Kitty Lanahan, y nació en Búfalo (Nueva York). Debutó en el cine en 1920 con la película The Jackeroo of Coolabong, interpretando un papel principal. Desde entonces hasta el final de los años veinte, Kathleen Key, llamada a veces Kathleen Keys en los créditos, protagonizó varios títulos, pero nunca llegó realmente a alcanzar el estrellato. 
A principios de los años veinte, Kathleen tuvo una bien conocida aventura amorosa con el actor Buster Keaton, que estaba casado en esa época. Según se explica en la biografía de Keaton, el actor intentó suspender la relación pero Key, en un ataque de celos, saqueó el vestuario de Keaton en la MGM, lo cual supuso para ella ser puesta en la lista negra de la industria del cine.
En 1922 Key fue escogida para trabajar en Omar Khayyam y en Where's My Wandering Boy Tonight. Ese mismo año firmó actuar con Charles Buck Jones en Vamoos, para Fox Film. En este papel llevaba el vestido que lucía Sara Sothern en la producción teatral de Smilin Through, representada en el Majestic Theater de Los Ángeles, California. En esa época, la actriz pasó un año en Australia trabajando en primeros papeles en obras de Snow Baker. Antes de hacer Vamoos, Kathleen trabajó con John Gilbert en St. Elmo, también para la Fox. En 1923, a medida que la carrera de Kathleen progresaba lentamente, fue seleccionada como una de las WAMPAS Baby Stars. En 1929, Key actuó en The Phantom of the North, que fue la última película en la que apareció en los créditos. Tras la misma, tuvo papeles muy pequeños, sin créditos, en 1930, 1935, y 1936. El último de ellos fue de bailarina en el film Klondike Annie. 
En 1941, Key fue incapaz de pagar una multa por conducir bebida, lo cual probaba a qué situación había llegado la actriz tras su retiro. Sus últimos días los pasó con una comodidad moderada en la Motion Picture Country House en Woodland Hills (Los Ángeles), California, donde falleció a los 51 años de edad en 1954.

## Filmografía
- The Jackeroo of Coolabong (1920)
- The Rookie's Return (1920)
- The Four Horsemen of the Apocalypse (1921)
- Where's My Wandering Boy Tonight? (1922)
- West of Chicago (1922)
- Bells of San Juan (1922)
- The Beautiful and Damned (1922)
- Hell's Hole (1923)
- The Rendezvous (1923)
- North of Hudson Bay (1923)
- Reno (1923)
- The Man from Brodney's (1923)
- The Trouble Shooter (1924)
- The Sea Hawk (1924)
- Revelation (1924)
- A Lover's Oath (1925)
- The Big Parade (El gran desfile) (1925)
- Ben Hur (1925)
- Under Western Skies (1926)
- The Flaming Frontier (1926)
- Money Talks (1926)
- College Days (Amor de estudiante) (1926)
- The Desert's Toll (1926)
- Hey! Hey! Cowboy (1927)
- Irish Hearts (1927)
- Golf Widows (1928)
- The Family Picnic (1929)
- The Phantom of the North (1929)
- Sweeping Against the Winds (1930)
- Thunder in the Night (1935) (no acreditada)
- Klondike Annie (1936) (no acreditada)